# Francesc Riera i Claramunt
Francesc Riera i Claramunt (Martorell, Baix Llobregat 31 de desembre de 1889 - Mèxic 14 de desembre de 1955) fou un sindicalista i polític català. Era propietari i agricultor, fou directiu de la Federació de Rabassers de Catalunya, fundada el 1908, i cofundador de la Unió de Rabassaires el 1922, que presidirà des del 1930 i de la que en serà el principal propagandista juntament amb l'aleshores advocat sindicalista Lluís Companys.
Escollit alcalde de Martorell a les eleccions municipals de 1930 pel republicanisme radical, el 1931 representà UR en la Conferència d'Esquerres. Fou elegit diputat per Esquerra Republicana de Catalunya a les eleccions al Parlament de Catalunya de 1932. Va ser vocal del Consell d'Agricultura, Ramaderia i Boscos de la Conselleria d'Agricultura de la Generalitat de Catalunya. Formà part de les comissions parlamentàries de justícia i dret, diputació permanent, govern interior, treball i reforma del reglament, i es preocupà sobretot per temes agraris i defensà el dret dels rabassaires. El 1932, però, deixà la presidència d'Unió de Rabassaires, desplaçat per dirigents més propers al Bloc Obrer i Camperol i a la Unió Socialista de Catalunya.
Fou un dels impulsors de la Llei de Contractes de Conreu, i fou empresonat arran els fets del sis d'octubre de 1934. Durant la guerra civil espanyola va col·laborar en la indústria bèl·lica republicana. En acabar la guerra el 1939 es va exiliar a França i el 1942 a Mèxic, on va treballar com a comerciant. Fou un dels diputats presents en la reunió del Parlament de Catalunya de 1954 en la que fou elegit president de la Generalitat Josep Tarradellas.